# Askold och Dir
Askold och Dir hette två rysk-varjagiska hirdsmän som enligt Nestorskrönikan vid mitten av 800-talet med Novgorod som bas erövrade Kiev. enligt samma krönika erövrade prins Oleg Kiev år 882 med sin här och lejda varjaghird, dödade Askold och Dir och utropade Kiev till huvudstad för sitt rike.